# Ertuğrul Osmanoğlu
Ertuğrul Osman Osmanoğlu (Constantinopla, 12 de agosto de 1912 - Manhattan, Nueva York, 24 de septiembre de 2009) fue el cabeza de la Casa imperial Osmanlí-Otomana, la cual gobernó el Imperio otomano desde 1281 hasta 1923, cuando Turquía se convirtió en república.

## Biografía
Es hijo menor del príncipe Mehmet Burhaneddin y nieto de Abdul Hamid II, sultán desde 1876 hasta 1909. Fue el 43.er cabeza de la dinastía Osman. En 1924, mientras estudiaba en Viena, Austria, recibió noticias de que todos los miembros de la familia del sultán fueron enviados al exilio. No regresó a su natal Turquía hasta 1992, cuando el gobierno de Turquía acordó concederle la ciudadanía turca. El estado turco había amnistiado a su familia en 1974. "Os agradezco la invitación, pero no necesito vuestra amnistía porque nosotros no hicimos nada malo", manifestó entonces. Declaró que no deseaba la restauración del Imperio otomano, pues "soy una persona muy práctica. La democracia funciona bien en Turquía". Ostentaba el cuarto puesto en la línea sucesoria en 1923 cuando Atatürk instauró la república en Turquía, pero en 1994 se convirtió en la cabeza de la dinastía otomana, de la que aún restan veinticuatro descendientes vivos. Vivió en Estados Unidos desde los años cuarenta y residió hasta su muerte en Manhattan.
En Estados Unidos, dirigió durante años Wells Overseas, empresa encargada de explotaciones mineras en Sudamérica En 2007 manifestó: "No me queda mucho tiempo. Me gustaría quedarme en Estambul para siempre". Su muerte se produjo por un fallo renal y respiratorio. Sus restos descansan en el mausoleo imperial de Estambul. Se consideró hasta su muerte ciudadano del Imperio otomano, negándose a tener pasaporte de ningún otro país. Se identificaba con un certificado creado por su abogado. Pero, tras el 11-S y el endurecimiento de las medidas de seguridad, aceptó el pasaporte turco en 2004. Osmanoglu hablaba turco moderno y otomano, inglés, francés, alemán y entendía español e italiano. Se casó en 1947 con Gulda Twersoy, fallecida en 1985. En 1987 conoció en una fiesta a Zeynep Tarzi Hanim, treinta años más joven y nieta del último rey afgano, con quien se casó en 1991, con quien vivió en una casa de dos habitaciones, sin ascensor, situada encima de un restaurante de la Lexington Avenue, de Manhattan, junto con sus doce perros.
| Predecesor: Mehmed VII Orhan | Jefe de la Dinastía Osmanlí 12 de marzo de 1994-24 de septiembre de 2009 | Sucesor: Bayezid Osman |

- Datos: Q311164
- Multimedia: Ertuğrul Osman Osmanoğlu / Q311164